# Andeocalynda banosense
Andeocalynda banosense (лат.) — вид палочников (Phasmatodea) из семейства Diapheromeridae. Эндемики Южной Америки.

## Распространение
Встречаются в Южной Америке: Эквадор (провинция Тунгурауа, Baños , 1800-1850 м).

## Описание
Палочники небольших и средних размеров, длина тела от 65,7 до 68,0 мм. Основная окраска тела серовато-коричневая. Голова субцилиндрическая, немного суженная кзади и примерно в 1,6 раза длиннее своей ширины. Вершина уплощена с тонкой и вдавленной линией. От близких видов (A. decorata, A. viridipes и A. carrikeri) отличаются следующими признаками: несколько меньшим размером; церки короче и тоньше; более короткий анальный сегмент; отсутствие суббазального вентрального расширения средних и задних бёдер и менее отчетливо кольцевидные ноги.

## Таксономия и этимология
Вид был впервые описан в 2020 году немецкими энтомологами Frank Hennemann и Oskar Conle (Германия) по типовой серии из Южной Америки. Видовое название дано в честь поселения Баньос (Baños), небольшого городка на высоте примерно 1850 м в южной провинции Тунгурауа в Эквадоре, известного своими горячими источниками.